# Default
Default est un groupe de post-grunge et rock alternatif canadien, originaire de Vancouver, en Colombie-Britannique. Formé en 1999, le groupe est certifié multi-disque de platine. Le groupe se met en pause en 2013.

## Biographie
La majeure partie du public initial de Default se trouve au Canada, mais ils gagnent en popularité aux États-Unis grâce à leur single Wasting My Time / Deny, issu de leur premier album sorti en 2001, The Fallout. Leurs premier et deuxième albums ont été produits avec l'aide de Chad Kroeger, le chanteur de Nickelback. Il est à l’origine de leur découverte. En 2002, Default remporte le Juno Award dans la catégorie de meilleur nouveau groupe. Le 30 avril 2003, leur premier albu mest certifié disque de platine par la RIAA, pour près d'un million d'exemplaires vendus
Les albums qui suivent, Elocation en 2003, et One Thing Remains en 2005, ne connaissent pas la même popularité que le premier aux États-Unis, mais réussissent à offrir une certaine popularité au groupe au Canada. Elocation se fait connaitre avec le single (Taking My) Life Away, qui a été largement diffusé à la radio et à la télévision canadiennes. Le deuxième single de Elocation, Throw It All Away, est suivi par All She Wrote. Elocation atteint la 105e place du Billboard 200 et la 3e des classements indépendants.
Le single Count on Me issu de leur troisième album, One Thing Remains, est un succès sur les stations de radio canadiennes avant que l'album ne sorte. Deny a été utilisé sur la bande-son de la vidéo de présentation du jeu NHL 2003 de EA Sports. Leur chanson The Memory Will Never Die a également été utilisée comme thème secondaire pour WrestleMania 23, le pay-per-view légendaire de la WWE.
Selon le site officiel de Default, le groupe souhaite à l'origine que leur quatrième album soit terminé et prêt à être publié d'ici l'été ou début de l'automne 2007, cependant la date est reportée à 2008. L'album, intitulé Comes and Goes est terminé, mais doit être masterisé. Deux pistes du nouvel album sont intitulées Little Too Late et Goodbye. Comes and Goes est publié le 29 septembre 2009 via EMI Canada Records au Canada. Le 28 septembre 2013, le groupe annonce sur Facebook se mettre en pause.

## Discographie
- 2001 : The Fallout
- 2003 : Elocation
- 2005 : One Thing Remains
- 2009 : Comes and Goes

## Clips
- Wasting My Time
- Deny
- Live a Lie
- (Taking My) Life Away
- Throw It All Away
- Count on Me
- I Can't Win
- The Way We Were
- All Over Me
- Little Too Late
- Turn It On
- Yesterday's Song

## Membres
- Dallas Smith – chant, guitare rythmique
- Jeremy Hora – guitare solo
- Dave Benedict – basse
- Danny Craig – batterie, percussions